# Duran
Duran – miejscowość i gmina we Francji, w regionie Oksytania, w departamencie Gers.
Według danych na rok 1990 gminę zamieszkiwało 650 osób, a gęstość zaludnienia wynosiła 99 osób/km² (wśród 3020 gmin regionu Midi-Pireneje Duran plasuje się na 493. miejscu pod względem liczby ludności, natomiast pod względem powierzchni na miejscu 1361.).